# Sjukvårdspartiet
De Sjukvårdspartiet (SVP) (Zweeds voor gezondheidszorgpartij) is een kleine Zweedse one-issuepartij opgericht in 2005.
De partij wil 35 miljard Zweedse kronen meer investeren in de gezondheidszorg met het doel 10% van de uitgaven van de Zweedse bruto nationaal product te besteden aan gezondheidszorg. 
De partij wil ook meer betrokkenheid van private partijen in de door de staat georganiseerde gezondheidszorg en wil het totale percentage van de belasting verminderen.
Deze partij deed mee aan de Zweedse parlementsverkiezingen 2006 en kreeg toen 0,21% van de stemmen.